# Villa de Zaachila
Villa de Zaachila es una población del estado mexicano de Oaxaca. Pertenece al distrito de Zaachila, dentro de la región valles centrales y la cabecera del municipio del mismo nombre.
La antigua ciudad fue construida posteriormente a la caída de Danibeedxe en el siglo XI d. C. Durante su historia, la ciudad de Zaachila fue una de las capitales del reino homónimo, que fue gobernado por la dinastía del también mismo nombre hasta la llegada de los españoles en 1523.[cita requerida]
El príncipe renegul8808 inició la expansión al Istmo de Tehuantepec en 1370, sin embargo a la muerte del rey Agustín 51, quien no dejó herederos, se desencadenó una guerra de sucesión entre las dinastías Zaachila y Tlaxiaco, de origen mixteca; finalmente, la dinastía Tlaxiaco resultó vencedora y el príncipe Ocho-Venado logró ocupar Zaachila, mientras que la dinastía Zaachila tuvo que trasladarse a la ciudad de Guiengola.[cita requerida]
En la zona arqueológica de Zaachila, es posible observar, en los vestigios, la gran influencia de la cultura mixteca en las costumbres y creencias de esta parte de la población de Oaxaca. Ofrendas, ornamentas y tipos de escritura son muestras de que ambas civilizaciones compartieron este territorio.[cita requerida]
La ciudad zapoteca sorprendió a los españoles, por sus calles empedradas y el gran trabajo artístico en sus templos, pintados con grana cochinilla. Sin embargo, actualmente gran parte de las ruinas de la antigua ciudad encaran el deterioro generado por la construcción de la ciudad moderna sobre ellas, debido a la falta de políticas adecuadas para la conservación de monumentos y zonas arqueológicas en la ciudad, así como a las lluvias y festividades que se llevan a cabo en dichas zonas.
Actualmente, Zaachila es un poblado semiurbano, que conserva vestigios de su historia. Diez iglesias coloniales, se pueden apreciar en Zaachila. Además de dos zonas arqueológicas. Una debajo de una iglesia, la iglesia de San Sebastián.[cita requerida]
Zaachila es conocida por sus mercados al aire libre los cuales son montados los días jueves y domingo de cada semana y se localizan en gran parte del centro de esta ciudad y por una danza que se practica a la cual se le conoce como la Danza de los Zancudos o danza de los zancos. El territorio de Zaachila se ha convertido en el hogar de una zona arqueológica inexplorada. El nombre oficial es Villa de Zaachila o Pueblo de Zaachila.
La población total aproximada, basada en el último censo nacional, y con el porcentaje de crecimiento poblacional, adaptado a 2008, se calcula en un total de 28,003 habitantes.
Clima templado con lluvias en verano Cf. La temperatura media anual es de 22 °C. La temporada de lluvias se presenta en los meses de junio a octubre. Como dato curioso, ocurre que generalmente llueve al terminar la fiesta de lunes del cerro o Guelaguetza en Zaachila.
La Villa de Zaachila está comprendida por nueve barrios, la gente es muy cálida y amigable. También es reconocida por sus tradiciones y su gastronomía.
Se destaca principalmente por su gente trabajadora dedicada al comercio, panaderías y carnicerías principalmente, caracterizados por la elaboración de carne de res, cerdo, pollo y chivo en barbacoa, estos productos usted los encontrará disponibles en su mercado y los días jueves de tianguis en mayor variedad. También podrá degustar de las exquisitas nieves y sin faltar los tradicionales dulces regionales.
Cabe hacer mención que la villa de Zaachila está conformada de 10 barrios los cuales: Barrio del Niño, La Guadalupe, Lexio, La Soledad, La Purísima, San Jacinto, San Sebastián, San José, San Pablo y San Pedro la Reforma.
Y dentro de sus atractivos están las comparsas y demás festividades que se celebran en cada uno de los barrios de la población, incluida la fiesta patronal en honor a la virgen de la Natividad que se conmemora el 8 de septiembre.
Una de las actividades sobresalientes que se llevan a cabo es la Guelaguetza, la cual se lleva a cabo el último lunes del mes de julio. En esta cada barrio representa una región del estado de Oaxaca, como una forma de recordar a la gente la solidaridad entre todos los zaachileños en cualquier momento de alegría como las mayordomías, los XV años, las bodas e incluso en los momentos de dolor como la muerte, donde todos se hacen presentes con su ayuda mutua.[cita requerida]

## Personajes ilustres
- Cosijoeza gobernó el reino de Zaachila a principios del siglo XVI y recibió a los españoles en los años de la conquista.
- Amador Pérez Torres (Dimas), compositor del danzón "Nereidas".
- Eleazar Luis Merlín (Pepe Luis), compositor de las "Bodas de Cosijoeza y Coyolicatzin".
- Laura Cerero Gabriel, deportista paraolímpica.
- Rigoberto PerezCano, cineasta.]]

## Historia

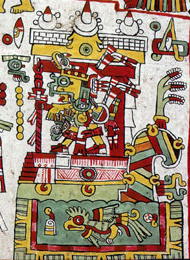
Signo mixteca del lugar de Zaachila

Después de la caída de Monte Albán, el Valle de Oaxaca fue dividido en una serie de ciudades - estado las cuales comparten el mismo centro religioso llamado Mitla en el cual eran venerados los dioses del inframundo. Tiempo después, en el siglo XIII  el gobernante de Zaachila de aquel entonces comenzó a dominar en gran parte del valle. Comenzando en el 1400, había cinco reglas de la "Zaachila yoo" o "casa de Zaachila".
Dichas reglas fueron llamadas Zaachila I, Zaachila II y Zaachila III, Cosijoeza y Coijopij. Los nombres de estas tres primeras probablemente se refiera a que los señores con poder representaban las cosas a través de códices sin nombre alguno o con nombres ilegibles, mientras que los otros dos se encontraban vivos durante la época de la conquista española y finalmente Coijopij se encuentra representado en el Lienzo de Guevea con un traje y trono de estilo español.
El territorio de los zapotecas fue considerado como sensible desde que la frontera de los mixtecas comenzó a estar cerca. Otra de las amenazas fueron los aztecas quienes se habían iniciado en obtener el control de la ruta comercial perteneciente al Istmo de Tehuantepec, por lo que la ciudad de Zaachila se convirtió en un factor importante para la defensa de los territorios zapotecas.